# 散布体
散布体（さんぷたい）とは、植物や菌類において分布を広げるために散布される単位となる構造を指す。種子や胞子がその代表であるが、様々な場合がある。
また、植物界と、菌類、藻類を含む広い群とでは用語が異なる。
- 植物界の場合、Disseminuleあるいはdiasporeを用い、種子や胞子にからんだ散布の単位を意味する。
- より広い植物や菌類に対する場合、propaguleを用いて、散布に使われる、より広範囲の構造の単位を指す。

なお、植物界においてpropaguleという場合には、ムカゴのことを意味するので注意を要する。

## 概論
植物や菌類など、運動性のない生物においては、生殖細胞などが分布拡大のための手段となる。例えば種子や胞子といったものがそれである。それらはこのような生物においては数少ない長距離移動の手段となり、そのための様々な適応を見せる。運動性がないので、たいていは風に運ばれるとかいった受動的な方法を採るが、動物に付着するなど特殊な手段を発達させたものもある。
散布体という用語は、内容的には種子や胞子よりも、より具体的に直接に散布にかかわる対象を指すものである。例えば種子植物では、種子が散布体であると一般には言ってもいいが、個々に見ると、様々な場合がある。タンポポの種は、本当は果実である（痩果）から、この場合は果実が散布体となる。また、種子以外にムカゴなど、栄養生殖のための器官が散布体的になる場合もある。

## 植物界の場合
植物界における散布体(Disseminule、diaspore)というのは、種子や胞子を含む構造で、実際に散布の場合の単位となるものを指す。
胞子はたいていはそのまま散布される。種子の場合、もし、果実が開いて種子を放出する、あるいは結果として果実から単独の種子が出るものであれば、その場合は種子そのものが散布体である。そのようなものも多いのであるが、そうでない場合も多々ある。一般には、たいていの場合、散布体を種子と言い習わしている。以下のような場合がある。
- 果実から種子が出る事なく、果実そのものが散布体となるもの。果実が肉厚でなく、熟すると脱落するものである。いわゆる痩果というのはほとんどがこれに当たる。キク科、キンポウゲ科などに多く見られる。

- 果実が種子を含んだ部分に分断して散布体となるもの。ヌスビトハギのように中に一列の種子を含んだ果実が分節的に分かれるものや、ダイコンソウのように果実が種子一個を含んだ心皮に割れるものなど。

- 花の構造が散布体に参加するもの。イタドリでは萼片が果実を包んで、そのヒレで風に乗って飛ばされる。

- 花序の一部が散布体の構造に参加するもの。例えばイネ科では小穂が散布体になる場合がよくある。スゲ属では果実を果胞が包んだものが散布体となる。

これらは、どのような方法で散布されるかによって区別することも可能である。例えばキョウチクトウ科のテイカカズラと、キク科植物のタンポポとは、ともに綿毛の生えた種をつけ、風に乗って散布されるが、これらの綿毛のついたものは、テイカカズラでは種子であるが、タンポポのそれは種子に見えるが実は果実である。このように、種子散布を考える場合、実際にその対象になるのは散布体である。これら二つは、散布体そのものは全く異なるものであるが、散布の方法は同じである。
また、散布の様式に関連して鉤を持つものをcentrospore、粘液を持つものをglacospore、肉質で食用にされるものをsarcosporeなどの名もある。

## 菌類を含む場合
菌類、藻類を含む旧植物界の生物において、散布体(propagule)と言えば、胞子・種子などを指すが、さらに範囲が広い。あえて定義をすれば、栄養体上で形成され、栄養体から切り離されて放出され、単独で新しい個体となるような単細胞、ないし多細胞の器官である。非運動性のものを指す場合が多いが、游走子もこれに含める。
普通は生殖細胞、あるいはそれに由来するものである。種子や胞子がこれに当たる。胞子にもいろいろあり、それぞれの群で名称も様々である。上記の種子にかかわる様々な散布体のような例が胞子の場合にもある。接合菌類においては、胞子嚢胞子がバラバラに放出されず、少数の胞子を含んだ胞子嚢そのものが散布体となる小胞子嚢や、胞子のうが分節して散布体となる分節胞子嚢などの例がある。卵菌類にも游走子のうが散布体としてふるまう例が知られる。また、サビキン類においては担子器が散布体的になる例もある。
より広義には、栄養生殖的な器官かもしれないものもこれに含める。栄養生殖の器官と言えば、高等植物に見られるムカゴなどがその代表であるが、種子植物的な意味ではこれを散布体と言うことはあまりない。しかし、ここで説明する意味では明らかに散布体である（英語ではpropaguleを使うのでややこしいが）。藻類や菌類など、その構造が単純な生物では、はっきりとした生殖細胞のほかに、無性生殖のための構造が生じる例が少なくなく、その起源は分かりにくい。菌類に見られる分生子は散布体と見なされているが、その由来が生殖細胞と見なせるかどうかが難しい。コケ植物や地衣類に見られる芽子（がし　gemma)、あるいは、不定芽などと呼ばれるものも散布体として扱われることがある。これらは藻体や地衣体の一部が分断したような構造であるが、場合によってはその体の特定の部位に集まって形成され、胞子か何かのようにも見えるものもある。